# Вулкан Машковцева
Вулкан Машковцева або Сопка Машковцева — невеликий стратовулкан у південній частині Камчатського півострова, Росія . Це найпівденніший вулкан Камчатки. Розташований неподалік мису Лопатка. Висота - 503 метри.